# Libanonceder
Libanonceder (Cedrus libani), også skrevet Libanon-Ceder, er et stedsegrønt træ med en bredkronet, opret vækst. Veddet er smukt og meget holdbart. Nogle forskere betragter Atlas-Ceder som en variant af libanonceder[kilde mangler]. I så fald hedder den Cedrus libani var. atlantica. Cypern-Ceder regnes som en varietet af libanonceder med det botaniske navn Cedrus libani var. brevifolia.

## Beskrivelse
Grenene er kraftige og først vandrette, men senere overhængende til jorden. Ofte deles stammen i flere lodrette, tykke grene. Barken er først lysegrøn, men snart bliver den brunlig med korte hår. Ældre grene får en glat, grå bark, og gamle stammer er til sidst furede og lysegrå med brede kamme. 
Kno-pperne er spredte, brune og ægformede med mørke rande på skællene. På unge skud er nålene enkeltsiddende med stor afstand, men på ældre grene dannes de fra dværgskud, sådan at de sidder i bundter. Nålene er toårige, stive og spidse og meget forskelligt farvede fra individ til individ (fra rent grønne over grå og blågrønne til blågrå). 
Hanblomsterne sidder i samlede stande, som er grågrønne, slanke og oprette. Hunblomsterne sidder enkeltvis på dværgskud. Koglen er tøndeformet, grågrøn og opret, ofte indsmurt i harpiks. Frøene er vingede, men de modner ikke i Danmark.
Rodnettet består af meget kraftige, dybtgående og vidt udbredte hovedrødder og et tæt net af finrødder. 
Højde x bredde og årlig tilvækst: 40 x 8 m (25 x 5 cm/år). I Danmark kun på beskyttede steder og selv dér væsentligt mindre. 

## Hjemsted
I Libanon og det sydøstlige Tyrkiet er arten mest almindelig i højder mellem 1.000 og 2.000 m over havet, hvor arten danner rene bestande eller blandede skove.

## Anvendelse
Veddet af libanonceder har siden faraonernes Egypten været eftertragtet som tømmer til skibsbygning, og kong Salomos tempel blev båret af søjler af dette træs ved. Veddet er smukt og meget holdbart.
I al-Shouf, naturreservatet for Libanons cedertræer, findes skovrester med libanoncedre som dominerende træart. Her på kalkrig og porøs klippegrund og med en nedbør, som mest falder i vinterperioden, findes en vegetation, der danner plantesamfund, hvor libanonceder er den dominerende art. Blandt disse planter findes bl.a.: Acer tauricolum (en art af løn), Aegilops ovata (en art af gedeøje), almindelig brunelle (Prunella vulgaris), almindelig fennikel (Foeniculum vulgare), almindelig hyacint (Hyacinthus orientalis), almindelig korsved (Rhamnus cathartica), almindelig kællingetand (Lotus corniculatus), almindelig mælkebøtte (Taraxacum officinale), almindelig pigæble (Datura stramonium), Alnus orientalis (en art af el), Asphodeline brevicaulis (en art af kejserlys), azarolhvidtjørn (Crataegus azarolus), balkangemserod (Doronicum orientale), bittersød natskygge (Solanum dulcamara), blåstjerne (Sherardia arvensis), 
draphavre (Arrhenatherum elatius), Cytisus syriacus (en art af gyvel), Daphne oleoides (en art af dafne), engriflet hvidtjørn (Crataegus monogyna), Erophila setulosa (en art af gæslingeblomst), etruskisk gedeblad (Lonicera etrusca), farvegåseurt (Anthemis tinctoria), febernellikerod (Geum urbanum), Fritillaria crassifolia og Fritillaria libanotica (to arter af vibeæg), garvesumak (Rhus coriaria), græsbladet fladbælg (Lathyrus nissolia), græsk ene (Juniperus excelsa), gul kløver (Trifolium campestre), gul snerre (Galium verum), hamphjortetrøst (Eupatorium cannabinum), hejrefjergræs (Stipa barbata), Helichrysum pallasii (en art af evighedsblomst), humlesneglebælg (Medicago lupilina), hunderose (Rosa canina), Hyoscyamus reticulatus (en art af bulmeurt), håret flitteraks (Melica ciliata), Iris histrio (en art af iris), jordbærkløver (Trifolium fragiferum), kermeseg (Quercus coccifera),  klippekirsebær (Prunus prostrata), liden tvetand (Lamium amplexicaule), Linum bienne (det vildtvoksende ophav til almindelig hør), lucerne (Medicago sativa), lægestyraks (Styrax officinalis), middelhavsene (Juniperus oxycedrus), Muscari racemosum (en art af perlehyacint), narbonnevikke (Vicia narbonensis), Origanum syriacum (en art af merian), polejkortlæbe (Teucrium polium), pontisk rododendron (Rhododendron ponticum), Pyrus syriaca (en art af pære), Quercus brantii og Quercus infectoria (to arter af eg), Rubus tomentosus (en art af brombær), Salix libani (en art af pil), seglsneglebælg (Medicago falcata), sommerfuglelavendel (Lavandula stoechas), stinkende perikon (Hypericum hircinium), stor fjeldarve (Androsace maxima), stor hjertegræs (Briza maxima), tarmvridrøn (Sorbus torminalis), tatarisk bjerglilje (Ixiolirion tataricum), tidlig alpeviol (Cyclamen coum), Tulipa montana (en art af tulipan), tykskulpet brøndkarse (Nasturium officinale), Verbascum orientale og Verbascum tripolitanum (to arter af kongelys), Veronica cymbalaria (en art af ærenpris), vinterkortlæbe (Teucrium divaricatum) og weichseltræ (Prunus mahaleb), 